# سيدني مارتن
سيدني مارتن (11 يناير 1909 بديربان في جنوب أفريقيا - 13 فبراير 1988 في أستراليا) (بالإنجليزية: Sidney Martin)‏ هو لاعب كريكت جنوب أفريقي. شارك مع منتخب روديزيا للكريكت ‏. أما مع النوادي، فقد لعب مع نادي مقاطعة ورسسترشاير للكريكيت ‏ ونادي مارليبون للكريكت ‏ وفريق كوازولو ناتال للكريكت ‏.

## وصلات خارجية
- سيدني مارتن على موقع إي آس بي آن كريك إنفو (الإنجليزية)